# Frantz Granvorka
Frantz Granvorka (ur. 10 marca 1976 w Champigny-sur-Marne) – francuski siatkarz, grający na pozycji atakującego, wielokrotny reprezentant Francji.
Jego siostrą jest szwajcarska siatkarka Inès Granvorka. Również jego ojciec Séverin był siatkarzem.
W latach 2017-2023 był trenerem przygotowania fizycznego w klubie Nantes Rezé MV. Od stycznia 2024 roku jest menadżerem drużyny Tours VB.

## Kariera
Jest wychowankiem klubu VGA St-Maur, jednak wielką karierę zaczął w wieku osiemnastu lat. Wtedy to grał w Paris SG-Asnières, który w 1998 zmienił nazwę na Paris Volley. Dzięki atomowym serwisom został dostrzeżony przez lepsze kluby. W 1999 przeszedł do Włoch do Maxicono Parma, wtedy jednego z lepszych drużyn w lidze włoskiej. Był podstawowym zawodnikiem zdobywając ponad 12 punktów na mecz przy 65 asach serwisowych w 25 spotkaniach. Kolejny sezon był słabszy. Nie zawsze był wystawiany w podstawowej szóstce. Kolejny sezon (już w Sempre Volley Padwa) też nie był za bardzo udany. Jednak na Mistrzostwach Świata, będąc w składzie trójkolorowych, zdobył brązowy medal i został wybrany najlepszym serwującym turnieju. Po mistrzostwach co kilka miesięcy zmieniał kluby jednak w żadnym nie prezentował najwyższej formy (występował między innymi w Iraklisie Saloniki). Po powrocie z Grecji grał w Marmi Lanza Werona. Jednak po spadku tej drużyny do Serie A2 przeniósł się do Prisma Taranto. W sezonie 2007/2008 grał w zespole Copra Nordmeccanica Piacenza, a w następnym w Prisma Taranto. Od stycznia 2009 roku występował w tureckiej drużynie Ziraat Bankası Ankara.

## Sukcesy klubowe
Puchar Francji:
- 1997, 1999

Liga francuska:
- 1997
- 1999

Superpuchar Włoch:
- 2002

Puchar Grecji:
- 2004

Liga grecka:
- 2004

Liga Mistrzów:
- 2008

Liga włoska:
- 2008

Puchar Turcji:
- 2010

Liga turecka:
- 2010

## Sukcesy reprezentacyjne
Mistrzostwa Europy Juniorów:
- 1994

Mistrzostwa Świata:
- 2002

Mistrzostwa Europy:
- 2003

Liga Światowa:
- 2006

## Nagrody indywidualne
- 1997: Najlepszy zagrywający na Mistrzostwach Europy
- 2002: Najlepszy zagrywający na Mistrzostwach Świata w Argentynie
- 2007: Najlepszy zagrywający włoskiej Serie A1 w sezonie 2006/2007